# Det finns bara en sol
Det finns bara en sol är en finländsk-norsk-svensk dokumentärfilm från 1998 i regi av Torgny Anderberg. Filmen skildrar Ashaninka-indianernas liv i Perus regnskog och premiärvisades den 25 september 1998 på biografen Grand i Stockholm. Den har även visats av Sveriges Television.